# Ефремов, Никита Андреевич
Никита Андреевич Ефремов (род. 28 сентября 2001, Заринск, Алтайский край) — российский хоккеист, защитник.

## Биография
Воспитанник «Сибири», в 2012—2016 годах занимался в школе казанского «Ак Барса». В сезонах 2017/18 — 2021/22 играл в команде МХЛ «Сибирские снайперы». 10 сентября 2019 года дебютировал в КХЛ в гостевом матче «Сибири» против СКА (2:4). 27 апреля 2023 года продлил контракт с «Сибирью» на два года.
26 октября 2024 года хоккейные клубы «Сибирь» и «Спартак» совершили обмен, в результате которого в «Сибирь» перешёл защитник Роман Рукавишников, а Ефремов отправился в «Спартак». 31 мая 2025 года заключил новый двусторонний контракт с клубом на один год.